# Stereodon subsphaericarpus
Stereodon subsphaericarpus là một loài Rêu trong họ Hypnaceae. Loài này được (Schleich. ex Brid.) Brid. mô tả khoa học đầu tiên năm 1827.